# Andrea Barabotti
Andrea Barabotti (Massa, 14 settembre 1985) è un politico italiano.

## Biografia
Diplomato in ragioneria con indirizzo informatico, ha svolto per due anni la professione di commesso prima di divenire funzionario della Lega Nord Toscana. È stato legato a Susanna Ceccardi, con la quale ha avuto una figlia.

## Attività politica
Militante fin da giovane della Lega Nord, nel 2008, a soli 22 anni, si candida a sindaco del comune di Massa, ottenendo l'1,32% e non accedendo al consiglio comunale. 
Alle elezioni politiche del 2013 è inserito nelle liste della Lega Nord alla Camera dei Deputati nella circoscrizione Toscana, ma il Carroccio non vi ottiene alcun seggio. Due anni dopo, alle elezioni regionali del 2015 si candida a consigliere regionale nella circoscrizione Firenze 1, ma nonostante le 1.414 preferenze non è eletto.
Nel 2016 è stato nominato responsabile degli enti locali per la Lega Nord Toscana, per poi divenire responsabile organizzativo nel 2018. Nella tornata elettorale di quell'anno risulta il primo dei non eletti della Lega nel collegio plurinominale Toscana - 03. Alle elezioni politiche del 2022 viene eletto deputato da capolista nel collegio plurinominale Toscana - 01.